# Canal de les Armes
La Canal de les Armes és un torrent afluent per la dreta del Torrent de Junts, a la Vall de Lord, que fa tot el seu curs per l'interior del Clot de Vilamala.

## Descripció
Neix a 1.173 msnm, a l'est de l'Hostalnou de Canalda, al terme municipal d'Odèn. De direcció predominant O-E, desguassa al Torrent de Junts a 986 msnm, ja dins el municipi de Guixers.
Tota la seva conca està integrada en el Pla d'Espais d'Interès Natural (PEIN) de la Generalitat de Catalunya i més concretament en l'espai Serres de Busa-Els Bastets-Lord.

## Termes municipals per on transcorre
|                                        | Longitud (en m.) | % del recorregut |
| -------------------------------------- | ---------------- | ---------------- |
| Per l'interior del municipi d'Odèn     | 237              | 61,24%           |
| Per l'interior del municipi de Guixers | 150              | 38,76%           |

## Xarxa hidrogràfica
La xarxa hidrogràfica de la Canal de les Armes està integrada per un total de 2 cursos fluvials. La totalitat de la xarxa suma una longitud de 583 m.
| Codi del corrent fluvial | Coordenades del seu origen                                  | longitud (en metres) |
| ------------------------ | ----------------------------------------------------------- | -------------------- |
| Canal de les Armes       | 42° 7′ 17.77″ N, 1° 32′ 49.92″ E / 42.1216028°N,1.5472000°E | 526                  |
| D1                       | 42° 7′ 15.25″ N, 1° 32′ 50.48″ E / 42.1209028°N,1.5473556°E | 57                   |

## Perfil del seu curs
| Recorregut (en m.) | Altitud (en m.) | Pendent |
| ------------------ | --------------- | ------- |
| 0                  | 1.173           | -       |
| 250                | 1.022           | 60,4%   |
| 387                | 986             | 26,3%   |